# Casa Henriette Cros i Isaac
La Casa Henriette Cros i Isaac és un edifici situat al carrer de Dalmau, 11 al barri de la Bordeta de Barcelona, catalogat com a bé cultural d'interès local.

## Història
Va ser projectada el 1903 pel mestre d'obres Enric Figueras i Ribas per a Henriette Cros i Isaac (†1918), filla del fabricant de productes químics Francesc Arístides Cros i Possel (1807-1894).

## Descripció
Consta de planta baixa, tres pisos i terrat. Per un costat fa mitgera amb un altre edifici i per l'altre queda obert a un pati estret, i a les cantonades hi ha dues torres. La que toca al carrer Dalmau està rematada per una singular teulada piramidal de pissarra i la interior, de dimensions més petites, amb una terrassa.
A la planta baixa, en la part de la façana que es correspon amb la torre, hi ha la porta d'entrada d'arc rebaixat. La porta de fusta està decorada amb motius lobulats d'inspiració gòtica. Està flanquejada per dos fines columnes amb capitells decorats amb vegetació, decoració que es desplaça cap els laterals. L'arc està resseguit per una motllura llisa i al vèrtex hi ha un floró, que se situa al segon pis, on es pot veure les inicials HC. Al costat de la porta hi ha una gran finestra rectangular tripartida per pilars amb capitells decorats amb motius vegetals, igual que les impostes dels costats.
Els diferents nivells estan separats per una motllura doble. A la primera planta, seguint el mateix eix que la porta, hi ha una finestra d'arc pla amb les impostes decorades amb motius vegetals i per sobre una motllura, que es recolza sobre mènsules de fulles, fa un arc mixtilini. A la cantonada hi ha una fornícula buida i a l'altre cantó de la torre hi ha una finestra de característiques similars a l'anterior. En el mateix eix que la finestra del pis inferior hi ha una porta que dona a un balcó amb la barana de ferro forjat. La barana té forma abombada i uns dracs decoren les cantonades. La llosana està aguantada per mènsules decorades amb motius vegetals i un fris amb decoració similar recorre el mur entre mènsula i mènsula. La porta està decorada de forma similar a la finestra del costat.
Al segon pis les finestres que hi ha a les dues cares de la torre són d'arc pla i per sobre hi ha una motllura de formes rectes que es recolza sobre mènsules amb decoració vegetal. Les dues cares de la torre des d'aquest pis i fins a la teulada estan emmarcades per dues columnetes. A l'altre banda de la façana hi ha una porta, decorada de forma similar a les altres, que dona a un balcó més estret que el del pis inferior.
Al tercer pis, les finestres que s'obren als dos cantons de la torre són rectangulars, tripartides, i a la part superior hi ha tres petites obertures decorades amb traceria gòtica; una motllura llisa tanca el conjunt. Per sobre tenen una cinta de pedra (la que dona a la façana principal porta la inscripció «año 1903») i una franja d'arcuacions cegues. Corona la torre un fris amb ulls de bou i decoració vegetal on es recolza una cornisa per sobre de la qual hi ha uns merlets i la teulada. L'altra part de la façana té una doble porta amb barana de pedra decorada amb traceria. La façana està coronada per una cornisa i per sobre uns merlets.